# Joan Carreras i Martí
Joan Carreras i Martí (Barcelona, 12 februari 1935 – Granollers, 10 maart 2018) was een Catalaans taalkundige, uitgever en encyclopedist.

## Levensloop
Carreras studeerde filologie der Semitische talen. In 1971 werd hij door Jordi Pujol i Soley benoemd tot directeur van de Gran Enciclopèdia Catalana. Vanaf 1980 was hij directeur van de nieuw opgerichte uitgeverij Grup Enciclopèdia Catalana, waar hij zich bijzonder inzette voor de publicatie van vertaalwoordenboeken, onder meer voor Japans, Russisch en Latijn. Naast andere naslagwerken en een nieuwe Catalaanse spraakkunst werd onder zijn leiding ook de eerste Catalaanse Koranvertaling uitgegeven.
Hij was van 1984 tot 1986 de vierde voorzitter van de culturele koepelvereniging Òmnium Cultural. Hij was ook een tijd politiek actief in de partij Convergència i Unió. Hij wordt in het algemeen beschouwd als een van de sleutelfiguren in de campagne voor normalisatie van de Catalaanse taal vanaf de laatste jaren van de dictatuur van Francisco Franco. Deze laatste had een zeer actieve politiek gevoerd om het land eentalig Spaans te maken door het gebruik van andere talen in het openbare leven en het onderwijs te verbieden.